# Adrenalina (álbum)
Adrenalina é o primeiro álbum solo da cantora brasileira Lu Andrade, lançado em 12 de maio de 2023. O trabalho conta com canções compostas pela artista, e em parceria com outros compositores, com influências de synthpop.

## Lista de faixas
| Padrão         |                             |         |  |
| N.º            | Título                      | Duração |  |
| 1.             | "Adrenalina"                | 2:59    |  |
| 2.             | "Já Sei Viver Sem Teu Amor" | 2:30    |  |
| 3.             | "Ai Que Saudade Que Me Dá"  | 3:01    |  |
| 4.             | "Procurada"                 | 2:54    |  |
| 5.             | "Repete Que Me Ama"         | 2:18    |  |
| 6.             | "The One"                   | 2:13    |  |
| 7.             | "Abstinência"               | 2:32    |  |
| 8.             | "É Sério"                   | 3:00    |  |
| Duração total: | Duração total:              | 20:07   |  |

## Histórico de lançamento
| País   | Formato(s)                  | Data               | Gravadora    | Distribuidora       |
| ------ | --------------------------- | ------------------ | ------------ | ------------------- |
| Brasil | Download digital, streaming | 12 de maio de 2023 | Independente | Streamings digitais |